# 創新中心
22°20′07.0″N 114°10′34.2″E / 22.335278°N 114.176167°E

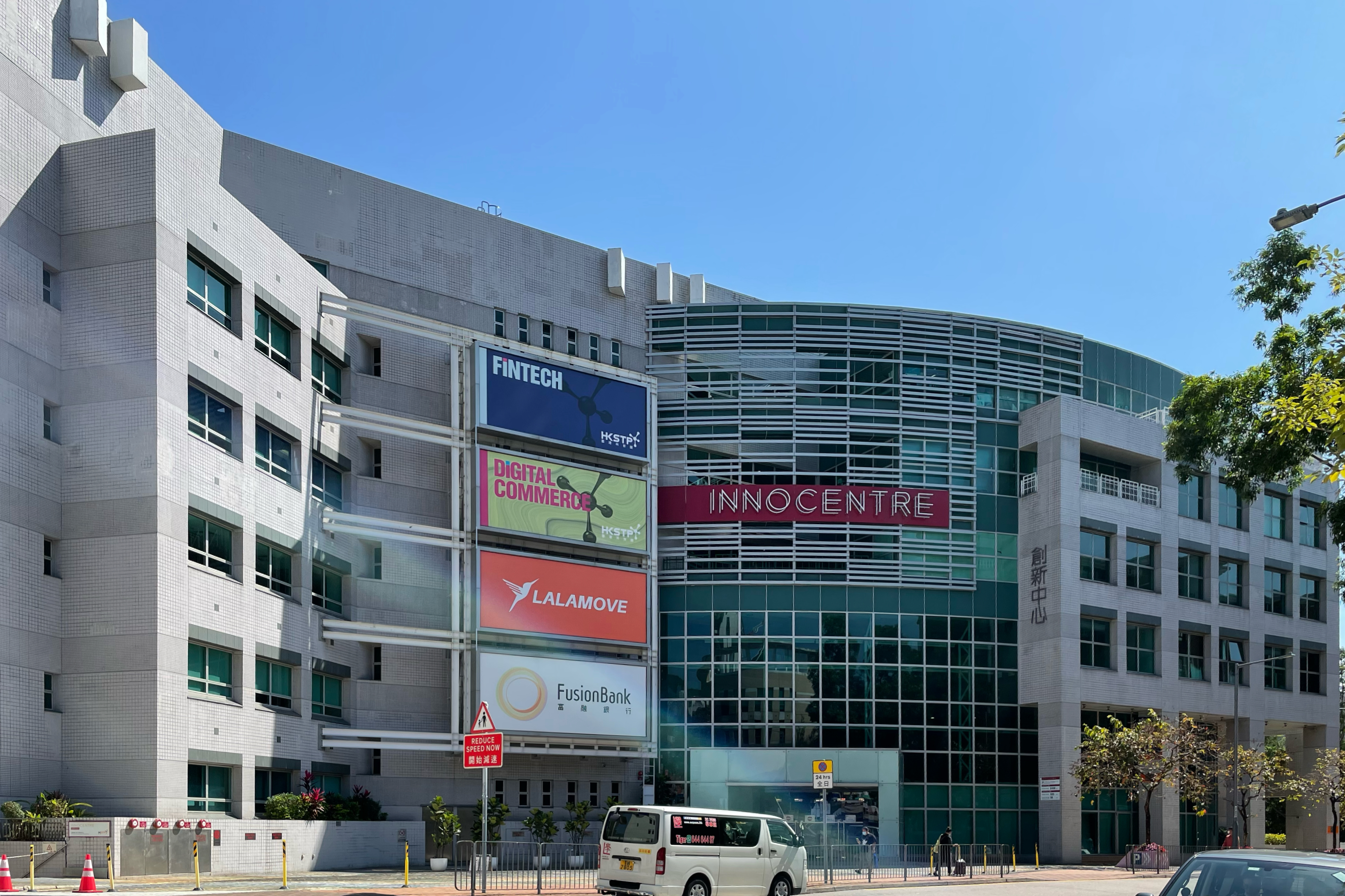
香港創新中心

香港創新中心，正名創新中心（InnoCentre），1994年正式啟用時名為香港工業科技中心（Hong Kong Industrial Technology Centre, HKITC），到2006年改名為現時名稱，是香港科技園公司旗下的物業，曾由香港科技園公司與香港設計中心聯合運作，用作推動香港創意工業，務求推動創意業務不斷發展。香港創新中心位於九龍塘達之路72號，毗鄰香港城市大學、又一城、生產力促進局大樓、又一居、又一村花園、港鐵九龍塘站等。

## 沿革

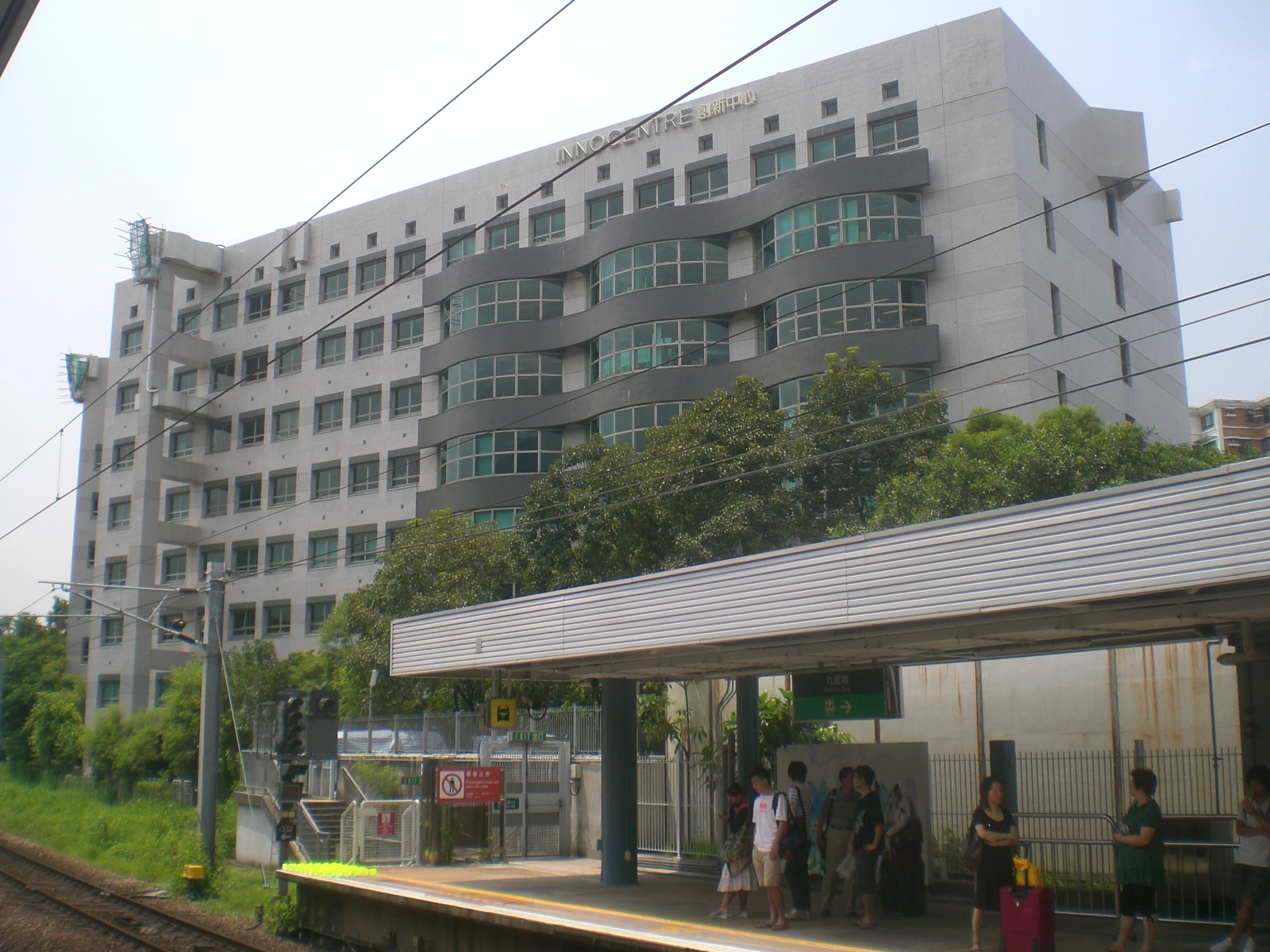
從九龍塘站月台外望創新中心

香港工業科技中心於1994年啟用，由香港工業科技中心公司營運，2001年工業科技中心公司併入科技園公司，建築物更名科技中心（TechCentre）。
創新中心源自香港特區政府推展的「設計智優計劃」，其成立目的旨在推廣設計與創意，同時鼓勵業界及商界更廣泛善用設計，從而讓設計業務得以蓬勃發展。創新中心於2006年正式啟用，香港科技園公司與香港設計中心進行策略性合傓，務求推動創意業務不斷發展。
創新中心附設面積達2,400平方米的展覽場地，供各類型創意工業展出產品與服務。它座落市中心，這棟辦公大樓樓高六層，設施經過全面翻新（由關善明建築師事務所有限公司負責項目），中心舉辦多項設計支援計劃， 並有完善資源，包括展覽空間和會議場地，為設計專才提供實際幫助。2008年7月李小龍會在此舉行「李小龍光輝35–視覺設計藝術暨電影收藏品展覽會」。2013年10月4至6日香港首席紋身師 Gabe 在此舉辦首屆「中國香港國際紋身展」。
2024年12月，香港設計中心遷出，創新中心由科技園公司獨自運作。

## 進駐中心行業
- 廣告
- 建築／空間／室內設計
- 品牌／傳訊／平面設計
- 服裝／紡織設計
- 工業／產品／包裝設計
- 珠寶設計
- 多媒體／電影／數字娛樂
- 視覺及媒體藝術
- 學術／設計人力資源培訓
- 設計策略諮詢／服務設計／可持續設計

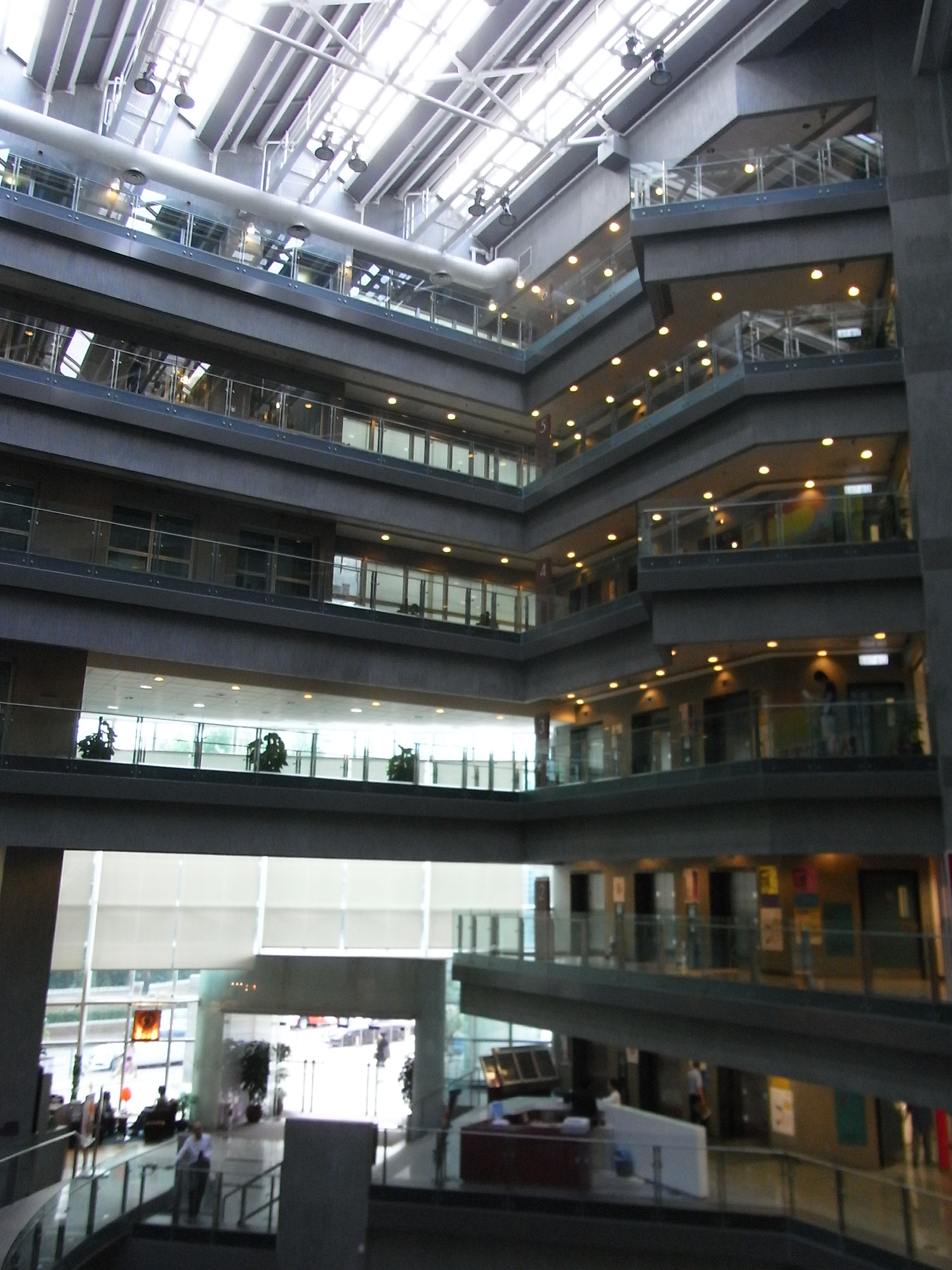
創新中心中庭

- 香港城市大學專業進修學院曾租用6樓602A室用作資訊科技或電腦相關課程用
- 金融科技

## 参見
- 前九龍英童學校

## 外部連結
- 香港創新中心 - 官方網址 （页面存档备份，存于）
- 香港創新中心，2006年11月15日開幕